# Heinz Dunkel
Heinz Dunkel (* 20. Oktober 1931 in Solingen; † 3. Februar 2002) war ein deutscher Politiker der SPD.

## Ausbildung und Beruf
Heinz Dunkel besuchte die Volksschule und die Mittelschule. Danach machte er eine Ausbildung zum Schneidwarenschleifer. Ab 1958 war er Angestellter. 1950 wurde er Mitglied der Industriegewerkschaft Metall.

## Politik
Heinz Dunkel war seit 1956 Mitglied der SPD. Ab März 1961 wurde er Ratsmitglied der Stadt Solingen.
1964 wurde er hier Oberbürgermeister der Stadt. Zum Zeitpunkt seiner Wahl war er mit 32 Jahren der jüngste Oberbürgermeister Deutschlands.
Heinz Dunkel war vom 25. Juli 1966 bis zum 27. Mai 1975 direkt gewähltes Mitglied des 6. und 7. Landtages von Nordrhein-Westfalen für den Wahlkreis 055 Solingen II.

## Ehrungen
2001 wurde Dunkel der Ehrenring der Stadt Solingen verliehen.